# Smilax aspericaulis
Smilax aspericaulis är en enhjärtbladig växtart som beskrevs av Nathaniel Wallich och A.Dc. Smilax aspericaulis ingår i släktet Smilax och familjen Smilacaceae. Inga underarter finns listade.